# Centro de oscilación

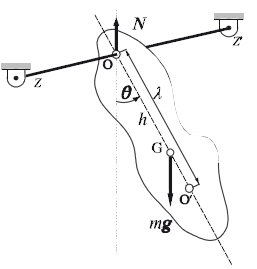
Figura 1. Péndulo físico..

En lo que concierne al periodo de las oscilaciones de un péndulo físico, la masa del péndulo puede imaginarse concentrada en un punto (O′) cuya distancia al eje de suspensión es λ, llamada longitud reducida. Tal punto recibe el nombre de centro de oscilación. 
Todos los péndulos físicos que tengan la misma longitud reducida λ (respecto al eje de suspensión) oscilarán con la misma frecuencia; i.e., la frecuencia del péndulo simple equivalente, de longitud λ. esto es:
{\displaystyle T=2\pi {\sqrt {\lambda  \over g}}}